# Bullia melanoides
Bullia melanoides is een slakkensoort uit de familie van de Nassariidae. De wetenschappelijke naam van de soort is voor het eerst geldig gepubliceerd in 1832 door Deshayes.